# 萨拉曼卡体育联盟
萨拉曼卡体育联盟（西班牙語：Unión Deportiva Salamanca），西班牙卡斯蒂利亚-莱昂自治区萨拉曼卡市的一个已经解散的足球俱乐部，成立于1923年。在解散前，该队作赛于西班牙足球乙二级联赛。
2013年6月18日，俱乐部由于无力偿还日益严重的债务而宣布破产。